# Tứ đại Hitokiri thời Mạc mạt
Tứ đại Hitokiri thời Mạc mạt (tiếng Nhật: 幕末四大人斬り | Bakumatsu Shidai Hitokiri) là tên chung chỉ bốn Hitokiri vào cuối thời kỳ Edo (thời Mạc mạt) là Kawakami Gensai, Nakamura Hanjiro (cũng được gọi là Kirino Toshiaki), Tanaka Shinbei, và Okada Izō. Họ đã chống lại mạc phủ Tokugawa và được Nhật hoàng Minh Trị ủng hộ. Hitokiri, theo nghĩa đen là "Kẻ giết người", là cấp bậc cao nhất trong các thứ bậc của samurai. Ngoài biệt hiệu Hitokiri, bốn người còn được gọi là "4 tên đồ tể" hoặc "Sự báo thù của trời chống lại những kẻ thù của sự phục hồi Đế quốc". Phần lớn họ đến từ các phiên trấn Chōshū-Satsuma, nơi chống lại Mạc phủ rất quyết liệt thời bấy giờ.
Cũng có trường hợp người ta chỉ nhắc đến ba trong bốn người nói trên mà không có Tanaka. Cũng có trường hợp khác nữa, người ta cho rằng trong thực tế chỉ có hai nhân vật tích cực là Kawakami và Nakamura.

## Nghệ thuật hóa
Hitokiri là một bộ phim sản xuất năm 1969 bởi đạo diễn Hideo Gosha, với diễn viên Shintaro Katsu trong vai Okada Izō.
Các manga và anime seri Rurouni Kenshin viết về một cựu hitokiri dựa trên một phần cuộc đời của Kawakami Gensai.
Vào năm 2018 Okada Izō được ra mắt trong tựa game Fate grand/order của Nhật Bản